# Elena Mozgovaja
Elena Ivanovna Mozgovaja (in russo Елена Ивановна Мозговая?; Penza, 28 marzo 1970) è un'ex cestista e allenatrice di pallacanestro russa, fino al 1991 sovietica.

## Carriera
Con l'Unione Sovietica ha disputato i Campionati mondiali del 1990 e i Campionati europei del 1991.
Con la Russia ha disputato i Campionati europei del 1995.